# 阿普頓 (紐約州)
阿普頓（英語：Upton）是位於美國紐約州薩福克縣的非建制地區。

## 歷史
阿普頓的郵局自1947年營運至今。

## 地理
阿普頓所處的海拔為高於海平面27米（即89英呎），而該地所採用的時區為UTC-5，即北美东部时区（EST）。同時該地設有夏令時間，為UTC-5調快一小時，即UTC-4（EDT）。